# Marie Dumora
Marie Dumora, née à Chatou (Yvelines), est une réalisatrice, scénariste et directrice de la photographie française.

## Biographie
Marie Dumora a suivi des études de lettres modernes et de philosophie.
Elle tourne ses films dans l'Est de la France où elle s'est créé un territoire de cinéma. Le personnage d'un film l'amène vers le suivant comme le ferait un fil d'Ariane, si bien qu'il n'est pas rare de le retrouver quelques années plus tard d'un film à l’autre.
Elle a notamment réalisé une saga documentaire de 5 films (Avec ou sans toi, 2001; Emmenez-moi, 2005; Je voudrais aimer personne, 2010; Belinda, 2017; Loin de vous j'ai grandi, 2021), construite autour de deux sœurs d'origine yéniche,  sur une durée de 20 ans, dont la critique a salué la "fidélité cinématographique à l'ethnie juive et semi-nomade des yéniches",.
Ses films ont été sélectionnés ou récompensés dans de nombreux festivals comme le Festival de Cannes (ACID), la Berlinale (ouverture de la section Panorama), la Mostra Internationale de São Paulo, l'I.D.F.A, le Festival de Belfort et le Gangneung International Film Festival (en Corée du Sud).

En 2021, la cinémathèque du documentaire à la Bibliothèque publique d'information a consacré une rétrospective à son travail de réalisatrice.

## Filmographie

### Courts métrages
- 1997 : Le Square Burq est impec
- 2000 : Tu n'es pas un ange

### Moyen métrage
- 1998 : Après la pluie

### Longs métrages
- 2002 : Avec ou sans toi
- 2004 : Emmenez-moi
- 2008 : Je voudrais aimer personne
- 2012 : La Place
- 2016 : Forbach Forever/ Forbach Swing
- 2018 : Belinda
- 2020 : Loin de vous j'ai grandi

## Distinctions

### Récompenses en festivals
- Après la pluie :

FIDMarseille - Mention Spéciale du Prix Premier Vue sur les Docs
- Tu n'es pas un ange :

Festival de Belfort - Mention spéciale
Prix du documentaire Filmé en Alsace
- Avec ou sans toi :

Festival d'Erstein - Prix du documentaire 
FIDMarseille - Grand Prix du documentaire 
- Belinda :

Berlinale - Ouverture de la section Panorama
Festival de Cannes - sélection à l'ACID
Festival Ciné à tout prix - Grand Prix du documentaire
Festival Visions du réel - Grand Prix de la compétition
Festival Escales documentaires de La Rochelle - Film Ouverture 
- La Place :

Festival Cinéma du réel - Prix du patrimoine de l'immatériel 
- Forbach Swing/ForbachForever :

Festival Cinéma du réel - Prix du patrimoine de l'immatériel 
- Loin de vous j'ai grandi :

Festival de Cannes - sélection à l'ACID
Festival Les Ecrans documentaires - Film d'ouverture